# 戦狼外交

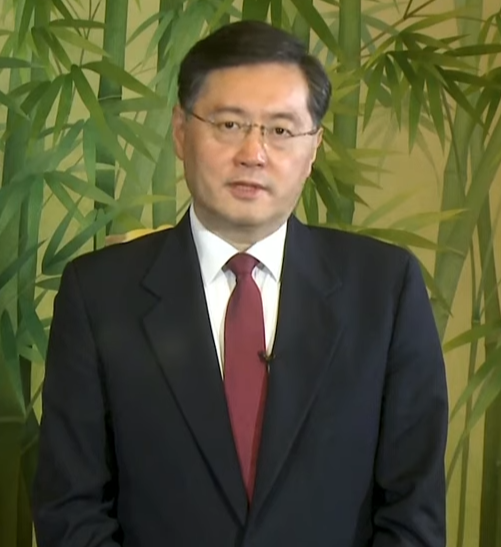
戦狼外交の先駆的存在として知られる秦剛。一時は外相にまで上り詰めた。

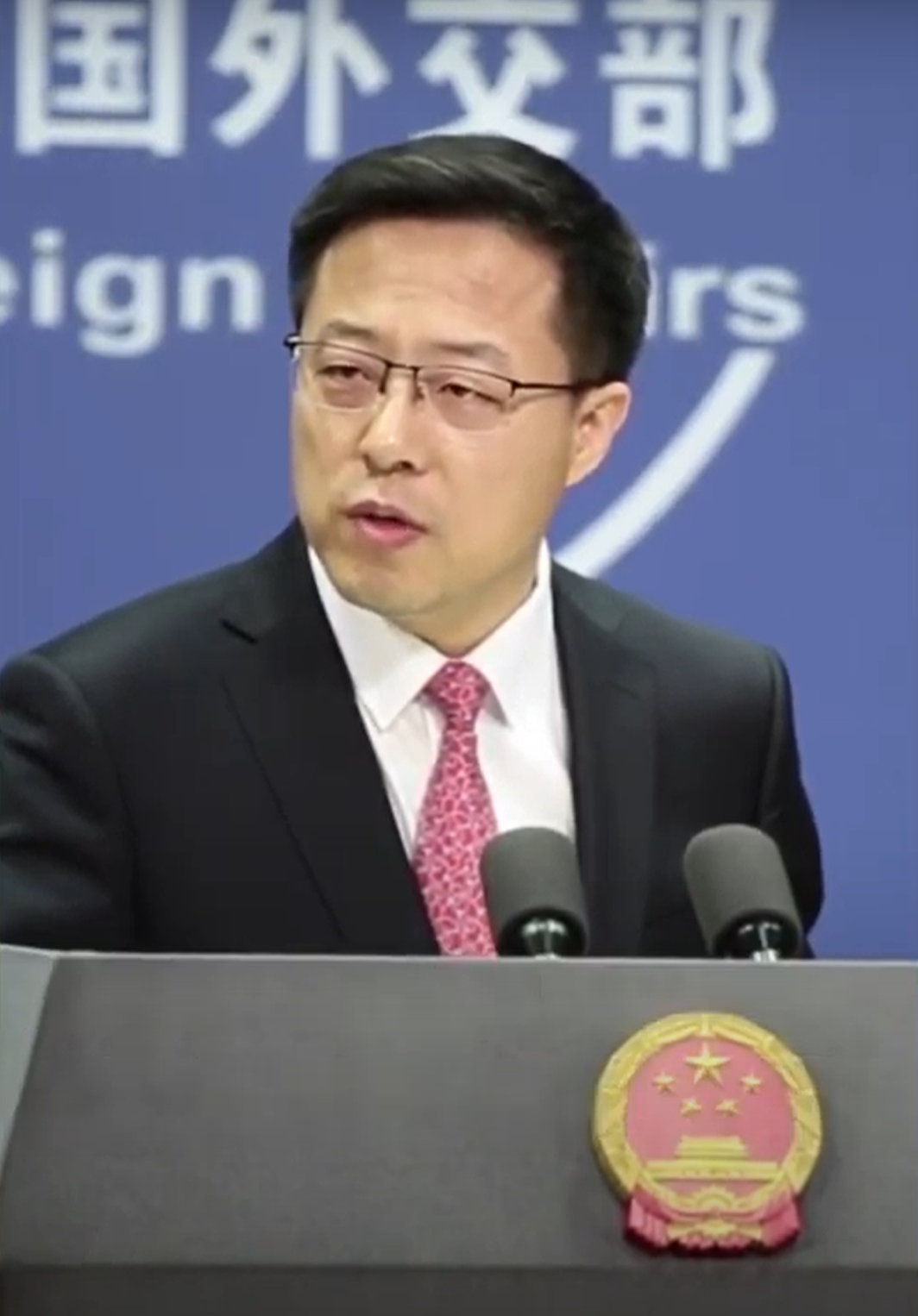
中国外交部報道局副局長を務めた趙立堅。その攻撃的な姿勢は「戦狼外交」の象徴とされた。

戦狼外交（せんろうがいこう、中国語: 戰狼外交、英語: Wolf warrior diplomacy）とは、2017年頃から中華人民共和国の外交官によって展開されるようになった、攻撃的な外交姿勢のことを指す。

## 定義と語源
この用語は、2017年の中国映画『戦狼 ウルフ・オブ・ウォー』にちなんで名付けられた造語である。「戦狼外交」という言葉が外交方針への表現として広まったのはCOVID-19の大流行時であるが、戦狼型の外交官が登場したのはその数年前のことである。
戦狼外交の特徴は、国際社会で「中国の国益のみ」を主張し、他国からの批判に即座に反論または攻撃する態度にある。2000年代までの中国が論争を避け、西側諸国との調和を重視していた従来の外交姿勢とは対照的に、2020年代以降は「戦狼外交」と呼ばれる好戦的な姿勢が目立つようになっている。
中国共産党の習近平総書記のハッキリした外交政策、中国当局者の間での西側からの反中敵意への認識、中国の外交官僚制度の変化が出現の要因として挙げられている。支持者は、ソーシャルメディアやインタビューで、中国への批判に対して声高に反論や反駁をしている。

## 概要

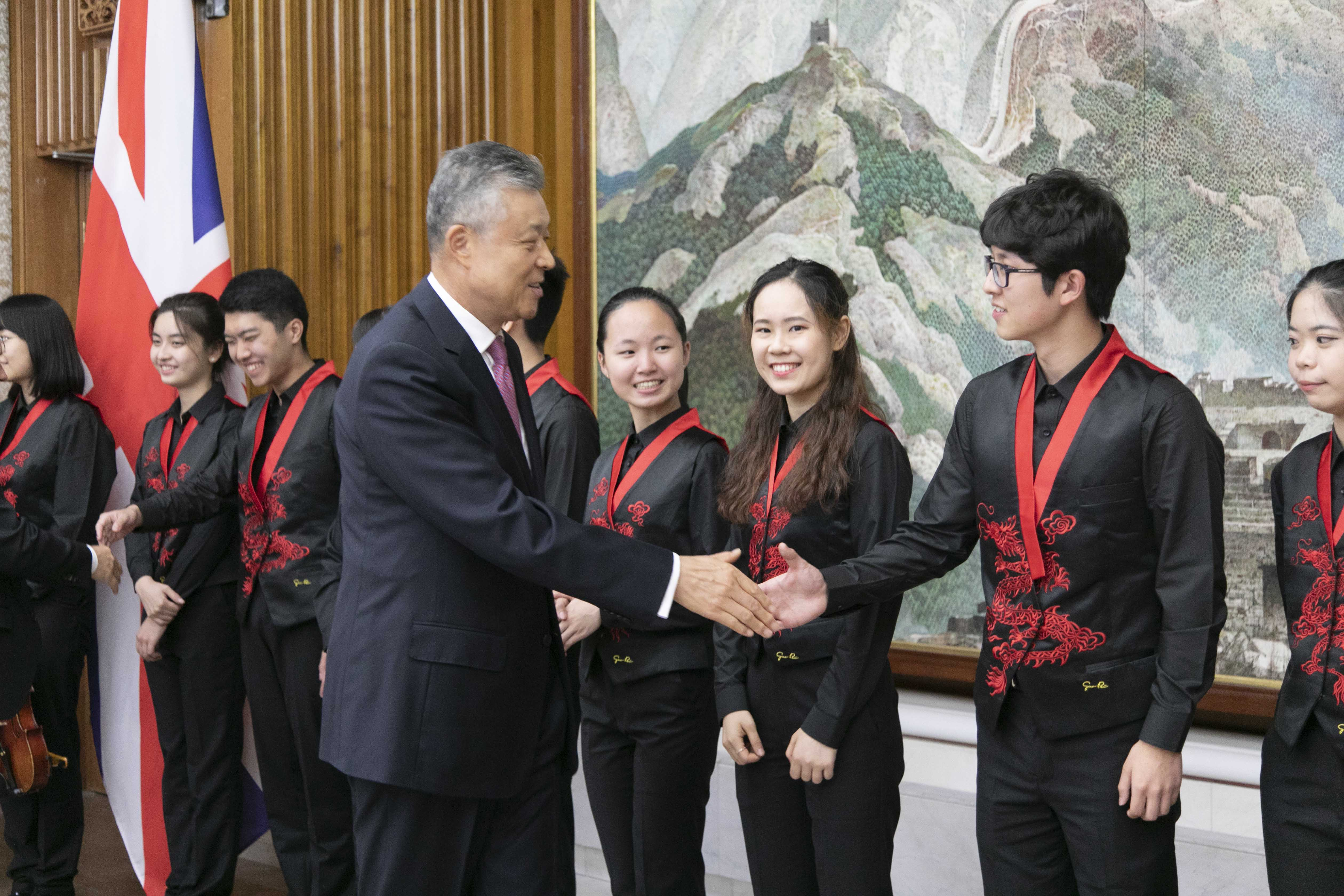
ロンドンの中国大使館で劉曉明とNYO-中国のメンバー。

戦狼外交とは、中国の外交官が対立的なレトリックを用い、インタビューやソーシャルメディア上での中国への批判や論争に反発する外交官の意思が強まっていることが特徴である。これは、中国が国際外交において「韜光養晦」（爪を隠し、才能を覆い隠し、時期を待つ戦術）との言葉に代表されるように、裏で活動し、論争を避け、国際協力のレトリックを重視していた以前の中国の外交政策とは一線を画すものである。この変化は、中国政府と中国共産党がより大きな世界とどのように関わり、交流するかという点で大きな変化を反映している。中国の外交政策に華僑を取り入れる取り組みも、国家への忠誠よりも民族への忠誠に重点を置いて強化されている。
戦狼外交は2017年に出現し始めたが、それ以前から中国の外交にはすでにその要素が組み込まれていた。戦狼外交に似た独断的な外交の押し付けは、2008年の金融危機の後にも指摘されている。2019年7月、在パキスタン大使館の趙立堅が、アメリカ合衆国内の人種差別等に対しツイッター上で批判をしたことがきっかけで、中国外交官と戦狼シリーズの比較がされ始めた。戦狼外交の出現は、習近平総書記の政治的野心と、中国政府関係者の間で感じた西側からの反中敵意とが結びついている。習近平のほか、中国外交部の華春瑩、劉暁明なども「戦狼外交」の著名な支持者とされ、2020年に趙立堅は中国外交部の報道官に抜擢された。
「戦狼」はCOVID-19大流行の時に流行語として使われるようになった。ヨーロッパでは、指導者たちは、以前は小国や弱小国としか使わなかったような外交口調を中国が使い、協調的口調からその反対へと変化したことに驚きを示した。
戦狼の事例としては、次のようなものが上げられる。
- 地理的に接していない国々に対する積極的な外交攻勢。アフリカでの融資の倍増、地政学的に重要な港の長期租借など。
- 中国を中心とした国際協調の構築。一帯一路という外交コンセプトの提示、アジアインフラ投資銀行の設立など。
- 核心的利益と標ぼうする地域に対する、軍事的にもより積極的な姿勢。南シナ海での洋上基地建設と行政区の設立、中印国境での兵力集中と紛争惹起、尖閣諸島への公船の頻繁な派遣、香港への国家安全法の適用に対する批判への強い反発など。
- 自国の思惑通りに動かない国に対する経済的な圧力。オーストラリアのCovid-19の起源調査要請に対抗して発動した豪州産牛肉禁輸措置や、韓国のTHAAD配備への制裁として中国人の韓国観光旅行停止など。

戦狼外交をもたらしたと思われる要因の一つとして、内部の職員業績報告書に広報部分が追加されたことがある。これにより、中国の外交官はソーシャルメディアで積極的に活動し、物議を醸すようなインタビューを受けるようになった。さらに、中国の外交官の若い幹部が中国の外交サービスにおいて徐々に出世し、この世代交代も変化の一端を担っていると見られている。ソーシャルメディア上での活動が大幅に増加し、ソーシャルメディア上で関わる際の口調はより直接的で対立的なものになった。戦狼外交はまた、欧米の外交官のソーシャルメディアの存在に対して「必要な」対応としてフレーム化されている。

## 語源

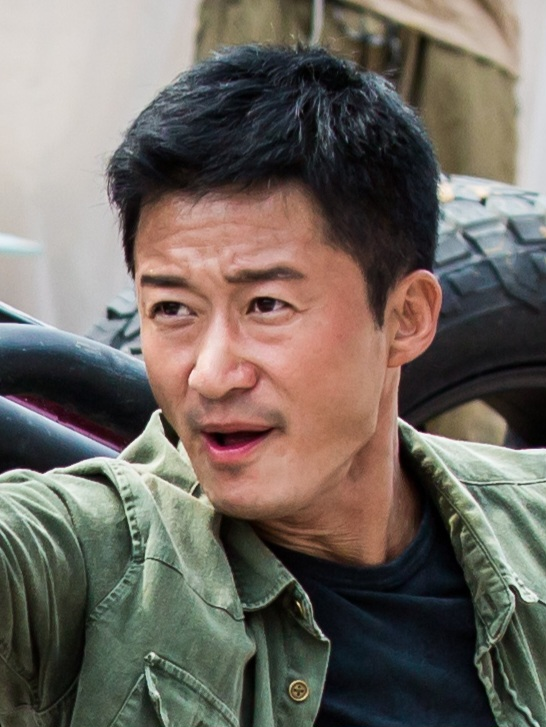
戦狼 ウルフ・オブ・ウォーのセットでの呉京

戦狼とは、2017年に公開された中国映画『戦狼　ウルフ・オブ・ウォー』(原題：战狼２)を指している。本映画は、人民解放軍の退役兵が、現地に取り残された中国人を保護するために、アフリカでクーデターを企てるヨーロッパの民間軍事会社と戦い、最終的には人民解放軍とともにそれらの人々の救出に成功するというものである。
キャッチコピーは「犯我中华者 虽远必诛」（英語：Even though a thousand miles away, anyone who affronts China will pay.　日本語：我が中華を犯す者は、遠きにありても必ず誅せん）というものであるとともに、本映画の最終カットは、中国のパスポートの表紙と共に次の文字が示された。「中華人民共和国の市民：外国の土地で危険に遭っても、諦めないでください！あなたの後ろには強い祖国が立っていることを覚えていてください。」
作品中では、人民解放軍は、国連決議がなければなんらの軍事的行動もとれないと主張するなど、終始理性的な存在として描かれる。一方で米軍は、主人公を「劣等民族は、弱弱しく生き続ける運命だ。」と侮辱するなど、横柄で暴力的な存在として描かれている。
また、作品中には、撤退する米軍艦艇と進駐する人民解放軍艦艇が洋上ですれ違うなど、勢力を拡大する人民解放軍と、衰退する米軍を印象付ける演出も多い。
本映画は、2017年7月28日に中国での公開がはじまった。中国とアジアでの観客動員数は1.6億人を突破し、歴代興行収入1位（約1000億円）を記録した。

## 反応
戦狼外交はしばしば強い反響を呼び、場合によっては中国自体のイメージや、特定の外交官に対する、反発・反感を引き起こしている。
2020年の全国人民代表大会での記者会見で、記者が王毅外相に「戦狼外交」について質問した際には、王毅外相はこの言葉を支持しなかったものの、「中国の外交官は決して喧嘩をしたり、他人を虐げたりしないが、我々には原則と根性がある」と述べるとともに、「我々はいかなる意図的な侮辱に対しても、断固として国の名誉と尊厳を守るために押し返すだろう」と回答した。
また、駐米台北経済文化代表処の代表（駐米大使に相当）の蕭美琴は「戦猫（cat warrior）」と呼ばれ、自分自身でもこの言葉を使い始めた。
2021年5月、習近平総書記（国家主席）は「自信を示すだけでなく謙虚で、信頼され、愛され、尊敬される中国のイメージづくりに努力しなければいけない」と語り、外国から「愛される中国のイメージづくり」を指示し、中国共産党が組織的に取り組み、予算を増やし、「知中的、親中的な国際世論の拡大」を実現するよう対外情報発信の強化を図るよう訴えたが、これは戦狼外交は中国内では支持を得ているが、国際的には反中感情を高めており、高圧的（若しくは威圧的）な対外発信で中国の好感度が下がっていることへの反省があるとみられる。
「戦狼外交」は中国の国益を損なっているという指摘があり、『読売新聞』は「敵対的とみなした国を制裁関税や露骨な中傷で脅し、屈服を迫る『戦狼外交』は、世界中で中国のイメージを悪化させている。国民の愛国心を満足させても、中国の利益にはならないだろう」と批判している。